# Priječani
Priječani so naselje v mestu Banjaluka, Bosna in Hercegovina. 

## Deli naselja
Bilići, Ćosići, Kolonija, Krčmarice, Meljani, Priječani in Slijeđani.

## Prebivalstvo
| Pregled števila prebivalcev po letih | Pregled števila prebivalcev po letih | Pregled števila prebivalcev po letih | Pregled števila prebivalcev po letih | Pregled števila prebivalcev po letih | Pregled števila prebivalcev po letih |
| ------------------------------------ | ------------------------------------ | ------------------------------------ | ------------------------------------ | ------------------------------------ | ------------------------------------ |
| 1948                                 | 1953                                 | 1961                                 | 1971                                 | 1981                                 | 1991                                 |
| -                                    | -                                    | 678                                  | 825                                  | 877                                  | 840                                  |

| Narodna sestava prebivalstva po letih                                                                                         | Narodna sestava prebivalstva po letih                                                                                          | Narodna sestava prebivalstva po letih                                                                                           |
| --- | --- | --- |
| 1971 | 1981 | 1991 |
| . skupaj: 825 Hrvati 727 (88,12 %) Srbi 85 (10,30 %) Muslimani 3 (0,36 %) Jugoslovani 0 (0,00 %) drugi in neznano 10 (1,37 %) | . skupaj: 877 Hrvati 694 (79,13 %) Srbi 126 (14,36 %) Muslimani 4 (0,45 %) Jugoslovani 44 (5,01 %) drugi in neznano 9 (1,02 %) | . skupaj: 840 Hrvati 583 (69,40 %) Srbi 151 (17,97 %) Muslimani 4 (0,47 %) Jugoslovani 77 (9,16 %) drugi in neznano 25 (2,97 %) |